# Mortholmen
Ne doit pas être confondu avec Mortholmen (Bjørnafjorden).
Mortholmen est une île norvégienne dans le comté de Hordaland. Elle fait partie du territoire de l'ancienne commune de Meland, aujourd'hui rattachée à Alver.

## Géographie
Rocheuse et désertique, à fleur d'eau, elle s'étend sur environ 102 m de longueur pour une largeur approximative de 43 m.  